# مقاطعة شامبين (إلينوي)
مقاطعة شامبين (بالإنجليزية: Champaign County)‏ هي إحدى المقاطعات في ولاية إلينوي في الولايات المتحدة الأمريكية.

## أعلام
- أوليفر هنري نيلسون شوب
- إريك هينركسن